# أدولف بروكوب
أدولف بروكوب (بالألمانية: Adolf Prokop)‏، من مواليد 2 فبراير 1939، حكم كرة قدم ألماني دولي سابق.
حكم في بطولة كأس العالم لكرة القدم 1978 وفي بطولة كأس العالم لكرة القدم 1982.

## روابط خارجية
- أدولف بروكوب على موقع Soccerway.com (الإنجليزية)
- أدولف بروكوب على موقع أوليمبيديا (الإنجليزية)